# كاثي شاور
إسمها الحقيقي كاثلين أن شراور (بالإنجليزية: Kathleen Ann Schrauer)‏ وهي عارضَة أزياء وممثِلة أمريكية ولِدت في يَوم 8 مارس 1953 في بلدة بروكفيل في أوهايو في الولايات المتحدة ظهرت في مَجَلات البلاي بوي منذ سنة 1985 وهي أكبر امرأة تظهر على مجلات البلاي بوي حيث كان عمرها أنذاك 33 سنة وكانت أم لطفلين.

## روابط خارجية
- كاثي شاور على موقع IMDb (الإنجليزية)
- كاثي شاور على موقع أول موفي (الإنجليزية)
- كاثي شاور على موقع قاعدة بيانات الأفلام السويدية (السويدية)
- كاثي شاور على موقع قاعدة بيانات الفيلم (الإنجليزية)
- كاثي شاور على موقع كينوبويسك (الروسية)